# Exumella tuberculata
Exumella tuberculata is een eenoogkreeftjessoort uit de familie van de Pseudocyclopidae. De wetenschappelijke naam van de soort is voor het eerst geldig gepubliceerd in 1979 door Grahame.